# Castro (Narón)
Castro (llamada oficialmente Santa María de Castro) es una parroquia española del municipio de Narón, en la provincia de La Coruña, Galicia.

## Entidades de población
Entidades de población que forman parte de la parroquia:
- Agrande (O Agrande)
- Borrallada (A Borrallada)
- Borreiros
- Campo das Ratas (O Campo das Ratas)
- Carballosa (A Carballosa)
- Chousa (A Chousa)
- Costa (A Costa)
- Fernande
- Gadoy (Gadoi)
- Mata (A Mata)
- Nelle
- Pena de Embade (A Pena de Embade)
- Sobecos (Os Sobecos)
- Calle das Rocas

## Demografía
| Gráfica de evolución demográfica de Castro entre 2000 y 2018 |
|                                                              |
| Datos según el nomenclátor publicado por el INE.             |